# Zhao Yan (journaliste)
Pour les articles homonymes, voir Zhao Yan.
Zhao Yan (pinyin : Zhào Yán; chinois simplifié : 赵岩, né le 14 mars 1962 à Harbin) est un journaliste chinois.

## Biographie
Il était collaborateur du bureau chinois du New York Times lorsqu'en septembre 2004 il fait part dans un article de la possible démission de Jiang Zemin de son poste de chef des armées. Avant de travailler pour la presse étrangère, il était déjà connu pour avoir travaillé dans divers journaux chinois pour lesquels il enquêtait sur les abus subis par les paysans dans les campagnes.
Arrêté le 17 septembre 2004 et accusé de divulgation de secrets d'État, il risquait la peine de mort, mais son cas a provoqué les réactions de la communauté internationale. Son procès a eu lieu le 16 juin 2006, à huis clos et sans que les témoins puissent s'exprimer et sans que les avocats puissent donner leur avis sur la procédure. Finalement, le tribunal de Pékin l'a condamné en août 2006 à trois ans de prison pour fraude. 
En fait les autorités chinoises sont embarrassées par cette affaire connue aujourd'hui en dehors des frontières du pays d'autant plus que les jeux olympiques doivent se tenir en Chine en 2008 et que ce genre d'affaires risquent de peser sur les relations commerciales avec les autres pays. Cette condamnation leur permet de « sauver la face » et de libérer le journaliste dès septembre 2007 sans réellement l'innocenter.
En 2005, Zhao Yan a reçu le prix « Reporters sans frontières - Fondation de France ».